# III liga polska w piłce siatkowej mężczyzn (2014/2015)
III liga polska w piłce siatkowej mężczyzn 2014/2015 – rozgrywki czwartej w hierarchii po PLPS (PlusLidze), Krispol 1. Lidze i II lidze - klasy męskich ligowych rozgrywek siatkarskich w Polsce. Rywalizacja w niej toczy się systemem ligowym - o awans do II ligi, a za jej prowadzenie odpowiadają Wojewódzkie Związki Piłki Siatkowej. W niektórych województwach gra się rundy play-off. Najlepsze dwie drużyny każdego z województw miały prawo wystąpić w turniejach o awans do II ligi organizowanych przez Polski Związek Piłki Siatkowej - półfinałowych i finałowych. W każdym turnieju udział brały 4 drużyny, w półfinałowych 2 najlepsze z każdego z nich awansowały dalej, a w turnieju finałowym tylko najlepsza drużyna każdego z turniejów awansowała finalnie do II ligi. W niektórych województwach najsłabsze drużyny są relegowane do IV ligi, jeśli w danym województwie ona funkcjonuje.

## Turnieje półfinałowe[1]

### Goleniów
| miejsce | drużyna                         | mecze | punkty | sety | małe punkty |
| ------- | ------------------------------- | ----- | ------ | ---- | ----------- |
| 1       | Womix NTS Trójka Nakło          | 3     | 6      | 9:0  | 226:180     |
| 2       | TS Lisowiak Lisków              | 3     | 5      | 6:5  | 229:241     |
| 3       | UKS Olimpijczyk Pruszcz Gdański | 3     | 4      | 3:8  | 236:255     |
| 4       | SGS Goleniów                    | 3     | 3      | 4:9  | 267:282     |

     awans do turnieju finałowego

### Grudziądz
| miejsce | drużyna                              | mecze | punkty | sety | małe punkty |
| ------- | ------------------------------------ | ----- | ------ | ---- | ----------- |
| 1       | KS Stal Grudziądz                    | 3     | 6      | 9:0  | 227:169     |
| 2       | UKS Zielone Wzgórza Murowana Goślina | 3     | 5      | 6:3  | 213:190     |
| 3       | MKS Mieszko Połczyn-Zdrój            | 3     | 4      | 3:6  | 201:207     |
| 4       | TS Sopocki Potok Kamionka            | 3     | 3      | 0:9  | 150:225     |

     awans do turnieju finałowego

### Płociczno-Tartak
| miejsce | drużyna                          | mecze | punkty | sety | małe punkty |
| ------- | -------------------------------- | ----- | ------ | ---- | ----------- |
| 1       | LUMKS Kasztelan Rozprza          | 3     | 6      | 9:3  | 280:261     |
| 2       | KS CSD TiM Choroszcza Olsztyn    | 3     | 5      | 7:3  | 246:216     |
| 3       | KKS Kozienice                    | 3     | 4      | 5:6  | 247:229     |
| 4       | AZS PWSZ Sprint Płociczno-Tartak | 3     | 3      | 0:9  | 158:225     |

     awans do turnieju finałowego

### Dobroń
| miejsce | drużyna              | mecze | punkty | sety | małe punkty | adnotacja                     |
| ------- | -------------------- | ----- | ------ | ---- | ----------- | ----------------------------- |
| 1       | KS Metro Warszawa    | 3     | 6      | 9:1  | 252:179     |                               |
| 2       | LKS LUKS Dobroń      | 3     | 5      | 6:3  | 197:170     |                               |
| 3       | BAS Białystok        | 3     | 4      | 3:7  | 200:228     | awans do II ligi decyzją PZPS |
| 4       | CSiR Pałac Kamieniec | 3     | 3      | 2:9  | 199:271     |                               |

     awans do turnieju finałowego

### Lublin
| miejsce | drużyna                        | mecze | punkty | sety | małe punkty | adnotacja                     |
| ------- | ------------------------------ | ----- | ------ | ---- | ----------- | ----------------------------- |
| 1       | AKS V LO Rzeszów               | 3     | 6      | 9:1  | 244:192     |                               |
| 2       | KS SMS Neobus RAF-MAR Niebylec | 3     | 5      | 7:5  | 269:265     |                               |
| 3       | LKPS Pszczółka Lublin          | 3     | 4      | 5:6  | 244:236     | awans do II ligi decyzją PZPS |
| 4       | LKS Bobowa                     | 3     | 3      | 0:9  | 162:226     |                               |

     awans do turnieju finałowego

### Chełmek
| miejsce | drużyna                             | mecze | punkty | sety | małe punkty |
| ------- | ----------------------------------- | ----- | ------ | ---- | ----------- |
| 1       | UKS Grunwald Chełmek                | 2     | 4      | 6:1  | 178:154     |
| 2       | UKS Tęcza Sędziszów Małopolski      | 2     | 3      | 4:3  | 169:167     |
| 3       | UKS Iflo Kosmet-Hurt Biała Podlaska | 2     | 2      | 0:6  | 132:158     |

     awans do turnieju finałowego

### Gorzów Śląski
| miejsce | drużyna                              | mecze | punkty | sety | małe punkty |
| ------- | ------------------------------------ | ----- | ------ | ---- | ----------- |
| 1       | MUKS Michałkowice                    | 3     | 6      | 9:4  | 310:280     |
| 2       | SPS Eurotax Lubsko                   | 3     | 5      | 8:4  | 281:247     |
| 3       | LMKS Piast Iskra-Pimat Gorzów Śląski | 3     | 4      | 5:6  | 231:260     |
| 4       | ZTS Ząbkowice                        | 3     | 3      | 1:9  | 215:250     |

     awans do turnieju finałowego

### Borowno
| miejsce | drużyna               | mecze | punkty | sety | małe punkty |
| ------- | --------------------- | ----- | ------ | ---- | ----------- |
| 1       | SPS 4 CV Garwolin     | 3     | 6      | 9:2  | 257:216     |
| 2       | LKPS Borowno          | 3     | 4      | 7:6  | 276:260     |
| 3       | KKS REN-BUT Złotoryja | 3     | 4      | 5:8  | 278:284     |
| 4       | KU AZS UO Opole       | 3     | 4      | 3:8  | 206:257     |

     awans do turnieju finałowego

## Turnieje finałowe[2]

### Grupa 1
| miejsce | drużyna                        | mecze | punkty | sety | małe punkty |
| ------- | ------------------------------ | ----- | ------ | ---- | ----------- |
| 1       | KS SMS Neobus RAF-MAR Niebylec | 3     | 6      | 9:3  | 280:230     |
| 2       | LUMKS Kasztelan Rozprza        | 3     | 5      | 8:7  | 312:316     |
| 3       | MUKS Michałkowice              | 3     | 4      | 5:6  | 247:249     |
| 4       | TS Lisowiak Lisków             | 3     | 3      | 3:9  | 231:275     |

     - awans do II ligi

### Grupa 2
| miejsce | drużyna                              | mecze | punkty | sety | małe punkty | adotacja           |
| ------- | ------------------------------------ | ----- | ------ | ---- | ----------- | ------------------ |
| 1       | KS Metro Warszawa                    | 3     | 6      | 9:2  | 267:227     |                    |
| 2       | UKS Zielone Wzgórza Murowana Goślina | 3     | 4      | 6:7  | 265:278     |                    |
| 3       | SPS 4 CV Garwolin                    | 3     | 4      | 5:8  | 284:288     |                    |
| 4       | UKS Tęcza Sędziszów Małopolski       | 3     | 4      | 4:7  | 234:257     | awans decyzją PZPS |

     - awans do II ligi

### Grupa 3
| miejsce | drużyna                | mecze | punkty | sety | małe punkty | adnotacja          |
| ------- | ---------------------- | ----- | ------ | ---- | ----------- | ------------------ |
| 1       | AKS V LO Rzeszów       | 3     | 6      | 9:2  | 248:212     |                    |
| 2       | Womix NTS Trójka Nakło | 3     | 4      | 7:6  | 281:250     | awans decyzją PZPS |
| 3       | SPS Eurotax Lubsko     | 3     | 4      | 4:8  | 245:272     |                    |
| 4       | KS Choroszcza Olsztyn  | 3     | 4      | 3:7  | 191:231     |                    |

     - awans do II ligi

### Grupa 4
| miejsce | drużyna              | mecze | punkty | sety | małe punkty | adnotacja          |
| ------- | -------------------- | ----- | ------ | ---- | ----------- | ------------------ |
| 1       | LKS LUKS Dobroń      | 3     | 6      | 9:3  | 284:251     |                    |
| 2       | KS Stal Grudziądz    | 3     | 5      | 7:3  | 239:199     | awans decyzją PZPS |
| 3       | LKPS Borowno         | 3     | 4      | 5:8  | 252:282     | awans decyzją PZPS |
| 4       | UKS Grunwald Chełmek | 3     | 3      | 2:9  | 208:251     |                    |

     - awans do II ligi